# Banjarharjo (Banjarharjo)
Banjarharjo is een bestuurslaag in het regentschap Brebes van de provincie Midden-Java, Indonesië. Banjarharjo telt 10.682 inwoners (volkstelling 2010).